# Ampelocissus sikkimensis
Ampelocissus sikkimensis — вид квіткових рослин з родини виноградових (Vitaceae). Ареал охоплює такі країни: Китай (Юньнань), Непал, Північна Індія (Аруначал-Прадеш, Ассам, Сіккім, Мегхалая, Мізорам, Західна Бенгалія). Населяє ліси на висотах ≈ 1100 метрів.

## Біоморфологічна характеристика
Ліана дерев'яниста; гілочки округлі в перерізі, з поздовжніми гребенями, голі. Листя просте; ніжка листка 6–6.5 см завдовжки, гола; листочки серцеподібно-овальні, 19–21 × 15–16 см, голі, базальних жилок 5, бічних жилок 5 або 6 пар, прожилки злегка виступаючі абаксіально (верх), непомітні адаксіально, основа серцеподібна, край дрібнозубчастий, верхівка мукронатна. Ягода червона, куляста, ≈ 1 см у діаметрі, з 1 або 2 насінинами. Насіння довгасте, верхівка майже заокруглена. Період цвітіння: листопад.